# Bulletin de la Société préhistorique française

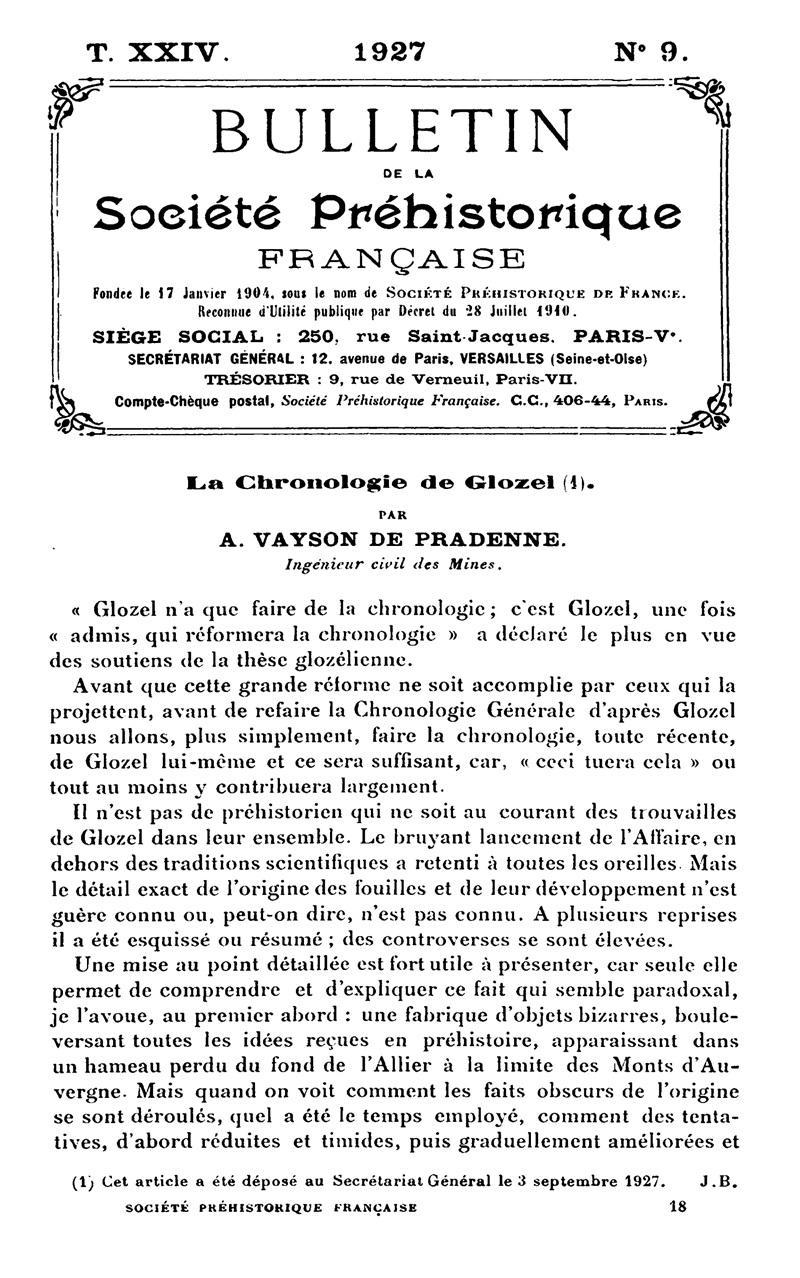
1ère page du Bulletin de la Société préhistorique française de 1927,, no 9 et début d'un article d'André Vayson de Pradenne sur Glozel.

Le Bulletin de la Société préhistorique française est une revue trimestrielle publiée par la Société préhistorique française. Elle a été publiée sans interruption de 1904 à aujourd'hui.

## Formule actuelle
La formule actuelle comporte deux parties :
- une première partie comprenant 6 à 8 articles scientifiques originaux sur la Préhistoire, du Paléolithique archaïque à l'Âge du fer[1]. Certaines séances de la Société préhistorique française peuvent être publiées dans cette partie du Bulletin sous la forme de numéro thématique ;
- une deuxième partie consacrée à l'actualité, regroupant des débats, de courtes communications sur des découvertes importantes, des comptes-rendus d'ouvrages ou de thèses, des annonces (colloques, expositions, enseignements, publications récentes, sites Internet, etc.)[1].

Traditionnellement en français, les articles publiés dans la revue peuvent désormais être rédigés en anglais, espagnol, italien et allemand, associés à un long résumé en français.

## Numérisation
Les numéros du Bulletin de la Société préhistorique française publiés entre 1904 et 2015 sont disponibles en libre accès sur le portail Persée.

## Classement
La revue a été classée au rang « A » par le programme European reference index for the humanities (ERIH) de la Fondation européenne de la science. C'est la plus importante revue de Préhistoire française avec des articles originaux sur la Préhistoire, du Paléolithique au premier Âge du Fer.